# Andja
Andja je žensko osebno ime.

## Izvor imena
Ime Andja je različica ženskega osebnega imena Angela.

## Pogostost imena
Po podatkih Statističnega urada Republike Slovenije je bilo na dan 31. decembra 2007 v Sloveniji število ženskih oseb z imenom Andja: 122.

## Osebni praznik
Osebe z imenom Andja lahko godujejo takrat kot osebe z imenom Andgela.